# باربیتوریک اسید
باربیتوریک اسید (به انگلیسی: Barbituric acid) یک ترکیب شیمیایی با شناسه پاب‌کم ۶۲۱۱ است. شکل ظاهری این ترکیب، بلورهای سفید است.